# 赫瓦西奥·安东尼奥·德·波萨达斯

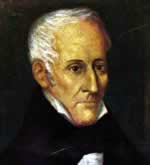
赫瓦西奥·安东尼奥·德·波萨达斯

赫瓦西奥·安东尼奥·德·波萨达斯-达维拉（西班牙語：Gervasio Antonio de Posadas y Dávila，1757年6月18日—1833年7月2日）阿根廷第二次三人执政之一（1813年8月19日至1814年1月31日），此后他继续担任最高执政官，直到1815年1月9日。
波萨达斯的早期学习是在旧金山修道院里，之后他继续在Manuel José de Labardén学习法律实践。1789年他被任命为主教团的总公证，他担任这一职务直到五月革命事件爆发。他不知道即将革命，措手不及时大会堂被占领于1810年5月10日。
1813年议会任命第二次三人执政波萨达斯与尼古拉斯·罗德里格斯·培尼亚（Nicolás Rodríguez Peña）和胡安·拉雷亚宪法的起草工作，并由大会审议。不久于1814年1月22日，他们决定集中权力于他，任命他为阿根廷联合省的最高执政官。在他的短暂统治期间，萨韦德拉（Saavedra）和坎帕纳（Campana）被流放。1815年8月阿韦维亚尔（Alvear）的內訌，波萨达斯被判入狱，在以后的六年他住22个不同的监狱，1829年他开始写回忆录。